# 삼성 갤럭시 J
삼성 갤럭시 J(Samsung Galaxy J)는 삼성전자가 개발한 안드로이드 운영 체제를 탑재하고 있는 삼성 갤럭시 계열 스마트폰이다. 일본 버전은 2013년 가을에 출시되었으나, 중화민국 외의 다른 해외 버전은 2013년 12월에 출시되었다. 이 기기는 스냅드래곤 800, 쿼드코어 2.3 GHz 프로세서와 3GB의 램, 풀 HD 슈퍼 아몰레드 디스플레이가 내장되어 있다.

## 스펙

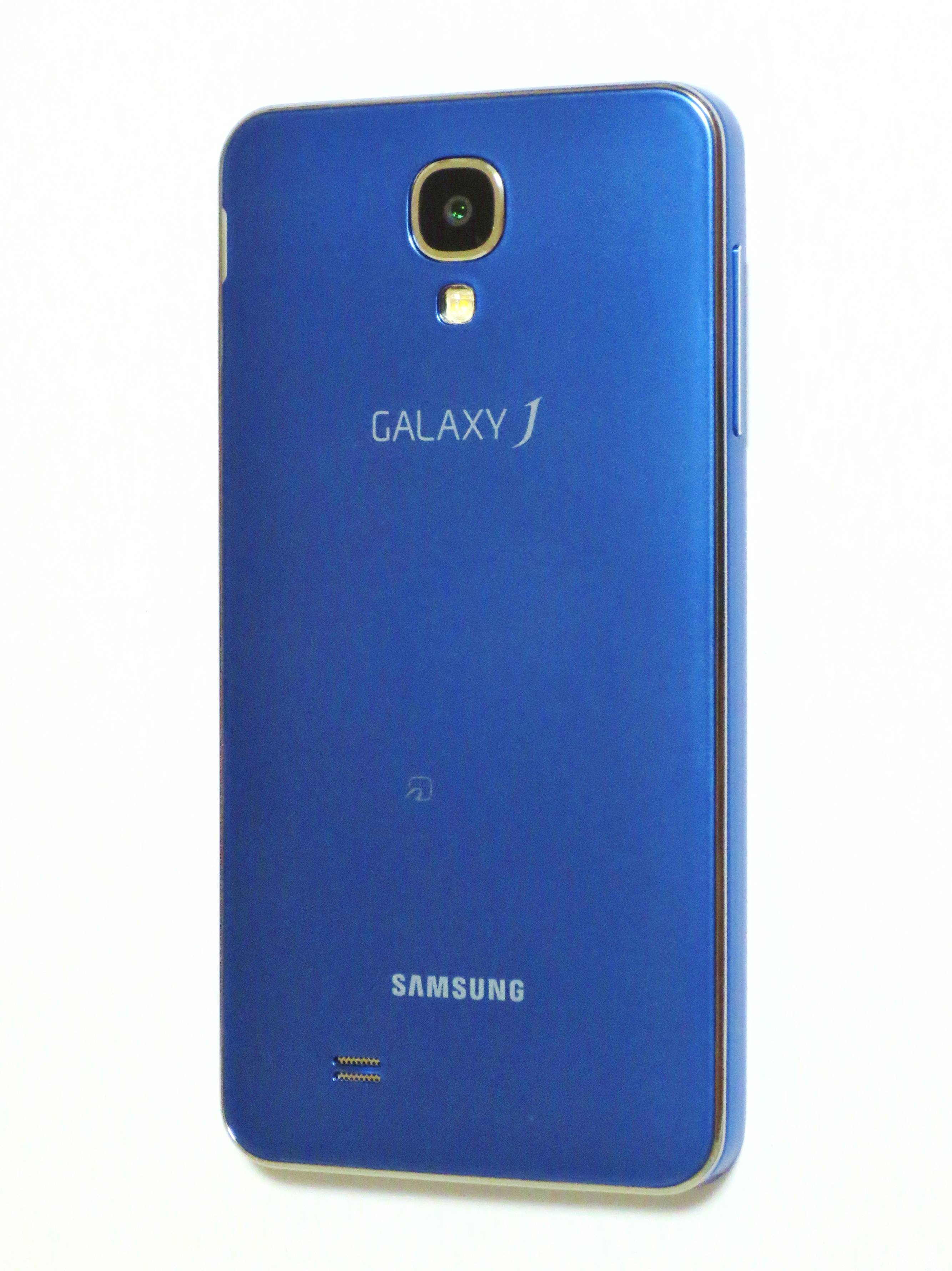
Lapis Blue 색상의 일본 버전 삼성 갤럭시 J 기기의 후면

### 소프트웨어
삼성 갤럭시 J는 본래 안드로이드 4.3 젤리빈 이 탑재되어 출시되었으나, 현재는 안드로이드 4.4 킷캣으로 업그레이드할 수 있다.

## 같이 보기
- 갤럭시 노트 3
- 넥서스 5
- 갤럭시 J5